# 古布恰
49°54′28″N 27°9′30″E / 49.90778°N 27.15833°E
胡布恰（烏克蘭語：Губча）是位於烏克蘭西部的村莊，由赫梅利尼茨基州裡赫梅利尼茨基區的舊康斯坦丁尼夫市鎮負責管轄。該村始建於1750年，面積1.56平方公里，海拔高度288米，2001年人口530，人口密度每平方公里340.4人。